# Guillaume Le Tur
Guillaume Le Tur (mort le 10 juin 1453) est évêque-comte de Châlons de 1440 à 1453.

## Biographie
Selon le père Anselme, Guillaume Le Fur, chanoine du chapitre de Notre-Dame de Paris en 1432, est un « homme noble et un très habile docteur ès lois ». Il est successivement avocat général, procureur général et président du parlement de Paris. En juin 1440, il est nommé évêque-comte de Châlons et pair de France. Il meurt le 10 juin 1453 et est inhumé dans la cathédrale Saint-Étienne de Châlons.